# Tikkende pad
De tikkende pad (Uperoleia lithomoda) is een kikker uit de familie Australische fluitkikkers (Myobatrachidae). De soort werd voor het eerst wetenschappelijk beschreven door Michael James Tyler, Margaret M. Davies en Angus Anderson Martin in 1981. Later werd de wetenschappelijke naam Uperoleia variegata gebruikt.

## Kenmerken
De huid is bruin of grijs, met een goudkleurige lijn of vlekkenrij over de flanken. Het plompe lichaam rust op korte poten en de achterpoten dragen een hoornige knobbel, die een bijdrage levert bij het graven. De lichaamslengte bedraagt 1,5 tot 3 centimeter.

## Leefwijze
Deze soort leeft hoofdzakelijk terrestrisch. In droge perioden verdwijnen deze dieren ondergronds.

## Voortplanting
Het legsel bestaat uit eiklompen, die naar de waterbodem zakken.

## Verspreiding en leefgebied
Deze soort komt voor in Australië, Papoea-Nieuw-Guinea. Vermoedelijk komt de kikker ook voor in Indonesië. De habitat bestaat uit bossen, graslanden en open plekken in bossen. De kikker bevindt zich altijd dicht bij een waterbron.